# American Football und Cheerleading Verband Baden-Württemberg
Der American Football und Cheerleading Verband Baden-Württemberg e. V. (kurz AFCV Ba-Wü) wurde am 13. Oktober 1982 als AFV Süd-Südwest für Baden-Württemberg und Rheinland-Pfalz (Süd-Südwest) gegründet. Er war damit einer der Gründungsverbände des am 16. Oktober 1982 gegründeten neuen American-Football-Dachverbandes, dem American Football Verband Deutschland (AFVD).
Am 8. Februar 1984 trennten sich durch Beschluss der Mitgliederversammlung die Wege zwischen Baden-Württemberg und Rheinland-Pfalz. Am 18. Mai 1984 einigten sich die damaligen Mitglieder, den Verband unter dem Namen AFV Baden-Württemberg Hohenzollern e. V. weiter zu führen.
Seit dieser Zeit war man bemüht den American Football in der deutschen Sportwelt zu etablieren, was durch die Aufnahme des AFV Baden-Württembergs in alle Landessportbünde und den LSV Baden-Württemberg gelang. Dies trug auch dazu bei, dass der AFVD 1993 in den Deutschen Sportbund aufgenommen wurde.
Auf dem Verbandstag 2013 wurde die Sportart Cheerleading offiziell als Bestandteil des Verbandsnamens aufgenommen. Seither trägt der Verband seinen aktuellen Namen.
Der Verband mit Sitz in Mannheim ist Mitglied in:
- American Football Verband Deutschland
- Landessportverband Baden-Württemberg
- Badischer Sportbund Karlsruhe
- Badischer Sportbund Freiburg
- Württembergischer Landessportbund

Der Verband organisiert im American Football die Regionalliga Südwest und die Oberliga Baden-Württemberg.

## Erfolge
National
- Deutscher Meister (American Football, Herren): Schwäbisch Hall Unicorns (5×)
- Deutscher Meister (American Football, Frauen): Stuttgart Scorpions Sisters (1×)
- Deutscher Meister (American Football, Junioren): Schwäbisch Hall Unicorns (1×)

International
- CEFL-Champion: Schwäbisch Hall Unicorns (2×)

## Landesjugendauswahl
Die Landesjugendauswahl des AFCVBW sind die Baden-Württemberg-Lions. Dabei handelt es sich um mehrere Auswahlmannschaften für Jugendliche in unterschiedlichen Altersklassen. Von diesen wird die U18-Mannschaft insbesondere für das jährlich stattfindende Jugendländerturnier zusammengestellt. Dieses konnten die Lions bisher viermal gewinnen, zuletzt 2018, als sie die Rekordsieger der GreenMachine aus Nordrhein-Westfalen besiegten.
Optisch treten die Lions in den Landesfarben Baden-Württembergs mit gelben Jerseys mit schwarzen Nummern und schwarzen Hosen an.